# روباه و سگ شکاری ۲
«روباه و سگ شکاری ۲» (انگلیسی: The Fox and the Hound 2) یک فیلم است که در سال ۲۰۰۶ منتشر شد. از هنرمندان آن می‌توان به ریبا مک‌اینتایر، پاتریک سوویزی، جونا بوبو، ویکی لارنس، و استیون روت اشاره کرد.